# كأس النرويج 1949
كأس النرويج 1949 (بالنرويجية: Norgesmesterskapet i fotball for menn 1949)‏ هو الموسم 44 من كأس النرويج. أشرف على تنظيمه اتحاد النرويج لكرة القدم، وفاز فيه Sarpsborg FK ‏.